# Cyanotis
Cyanotis là một chi thực vật có hoa trong họ Commelinaceae.